# Jochem van Bruggen
Jochem van Bruggen (ur. 29 września 1881 w Groede, zm. 22 maja 1957 w Magaliesburgu) – południowoafrykański pisarz pochodzenia holenderskiego tworzący w języku afrykanerskim. W swojej realistycznej prozie przedstawiał motywy chłopskie .

## Życiorys
Do Południowej Afryki, gdzie pracował jego ojciec, przeniósł się na początku 1893. Zamieszkał w Johannesburgu wraz z matką i rodzeństwem. Brał udział w II wojnie burskiej. Zajmował się rolnictwem. W 1953 otrzymał tytuł doktora honoris causa Uniwersytetu w Pretorii.

## Twórczość
Większość bohaterów utworów Bruggena stanowią przedstawiciele niższych klas społecznych, którym nie udaje się zmienić swojego położenia. W swoich dziełach literat w sposób przekrojowy prezentował sytuację społeczną w RPA. Za jego najlepszą pracę uznawana jest trylogia Ampie (1923-1942) charakteryzująca się porzuceniem ciągłej akcji na rzecz epizodów. Według Andrzeja Dąbrówki styl Bruggena charakteryzują „trafnie zarysowane postacie”, które „bywają schematycznymi i nieprzekonywającymi idealizacjami”.
Wybrana twórczość:
- trylogia Ampie (I tom: Die natuurkind – 1923, II tom: Die meisiekind – 1928, III tom: Die kind – 1942)[7]
- powieść Booia (1931)[1]
- opowiadanie Die Laatste stadium (1932)[1]
- nowela Die sprinkaanbeampte van Sluis (1933)[1]